# Rio Dulce nationalpark
Rio Dulce National Park är en nationalpark i Guatemala.   Den ligger i departementet Departamento de Izabal, i den östra delen av landet, 200 km nordost om huvudstaden Guatemala City. Rio Dulce nationalpark ligger 44 meter över havet.